# Zakład górniczy
Zakład górniczy – zgodnie z prawem geologicznym i górniczym – wyodrębniony technicznie i organizacyjnie zespół środków służących bezpośrednio do wydobywania kopalin ze złoża, w tym wyrobiska górnicze, obiekty budowlane oraz technologicznie z nimi związane obiekty i urządzenia przeróbcze.
Ruch zakładu górniczego prowadzi się na podstawie planu ruchu zakładu górniczego, a także zgodnie z zasadami techniki górniczej.
Plan ruchu zakładu górniczego określa:
- strukturę organizacyjną zakładu górniczego, w szczególności przez wskazanie stanowisk osób kierownictwa i dozoru ruchu;
  - granice zakładu górniczego;
- szczegółowe przedsięwzięcia niezbędne w celu zapewnienia:
  - wykonywania działalności objętej koncesją,
  - bezpieczeństwa powszechnego,
  - bezpieczeństwa pożarowego,
  - bezpieczeństwa osób przebywających w zakładzie górniczym, w szczególności dotyczące bezpieczeństwa i higieny pracy,
  - racjonalnej gospodarki złożem,
  - ochrony elementów środowiska,
  - ochrony obiektów budowlanych,
  - zapobiegania szkodom i ich naprawy.